# Kouvola hovrätt
Kouvola hovrätt (finska: Kouvolan hovioikeus) var en hovrätt i Finland. Hovrätten inrättades 1 maj 1978 (genom lagen den 14 april 1976) och hade kansli i Kouvola. Hovrätten upphörde genom lagen (281/2013) om ändring av hovrättslagen den 19 april 2013 vilken trädde i kraft den 1 april 2014. Kouvola hovrätt slogs då samman med Östra Finlands hovrätt. Kouvola skulle i framtiden fortsatt utgöra en permanent mötesplats för den nya utökade hovrätten. Hyvinge tingsrätt, som tillhört Kouvola hovrätt, överfördes från den 1 april 2014 till Helsingfors hovrätt. Resterande tingsrätter uppgick i Östra Finlands hovrätt.
Enligt Statsrådets förordning om hovrätternas domkretsar (180/2009) den 26 mars 2009, vilket trädde i kraft 1 januari 2010, omfattade Kouvola hovrätt fyra tingsrätter: Hyvinge, Kymmenedalen, Päijänne-Tavastland och Södra Karelen.

## Presidenter
- 1 maj 1978-1 mars 1986: Heimo Olavi Lampi (utnämnd 28 oktober 1977)[2][6]
- 1 mars 1986-????: Veikko Matias Hämäläinen (utnämnd 31 december 1985)[6]